# Steinhaus (Greetsiel)

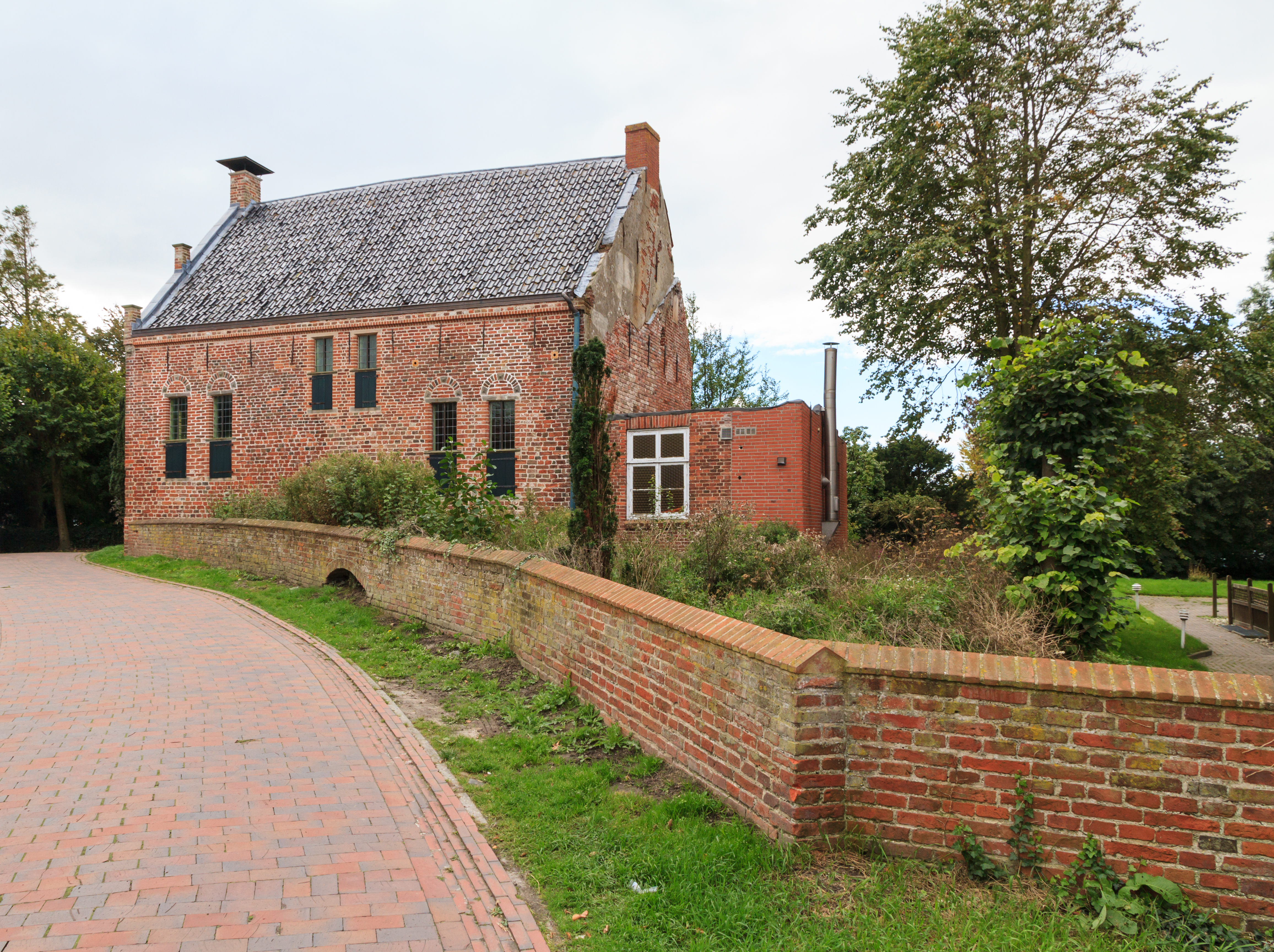
Das Steinhaus in Greetsiel

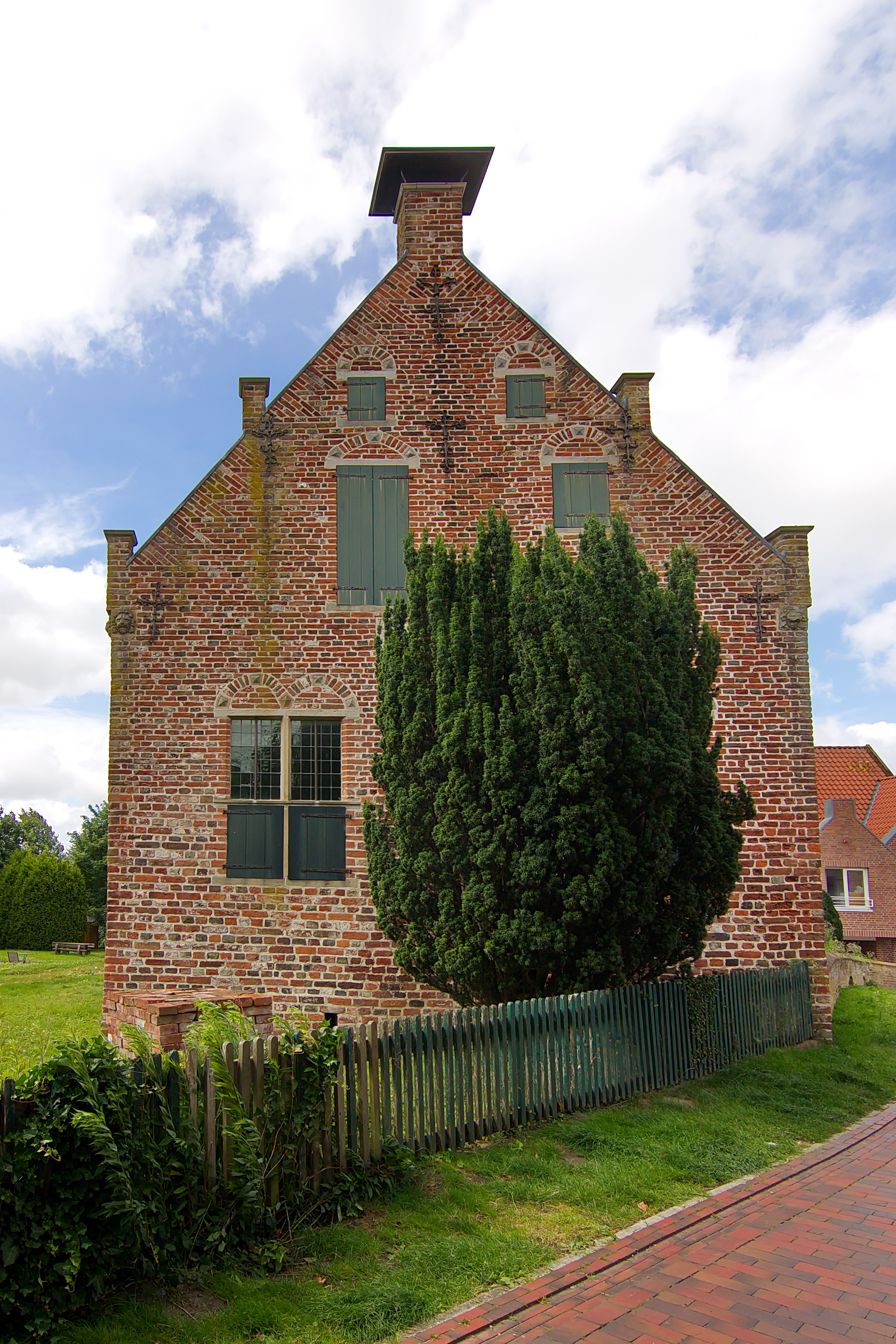
Frontansicht

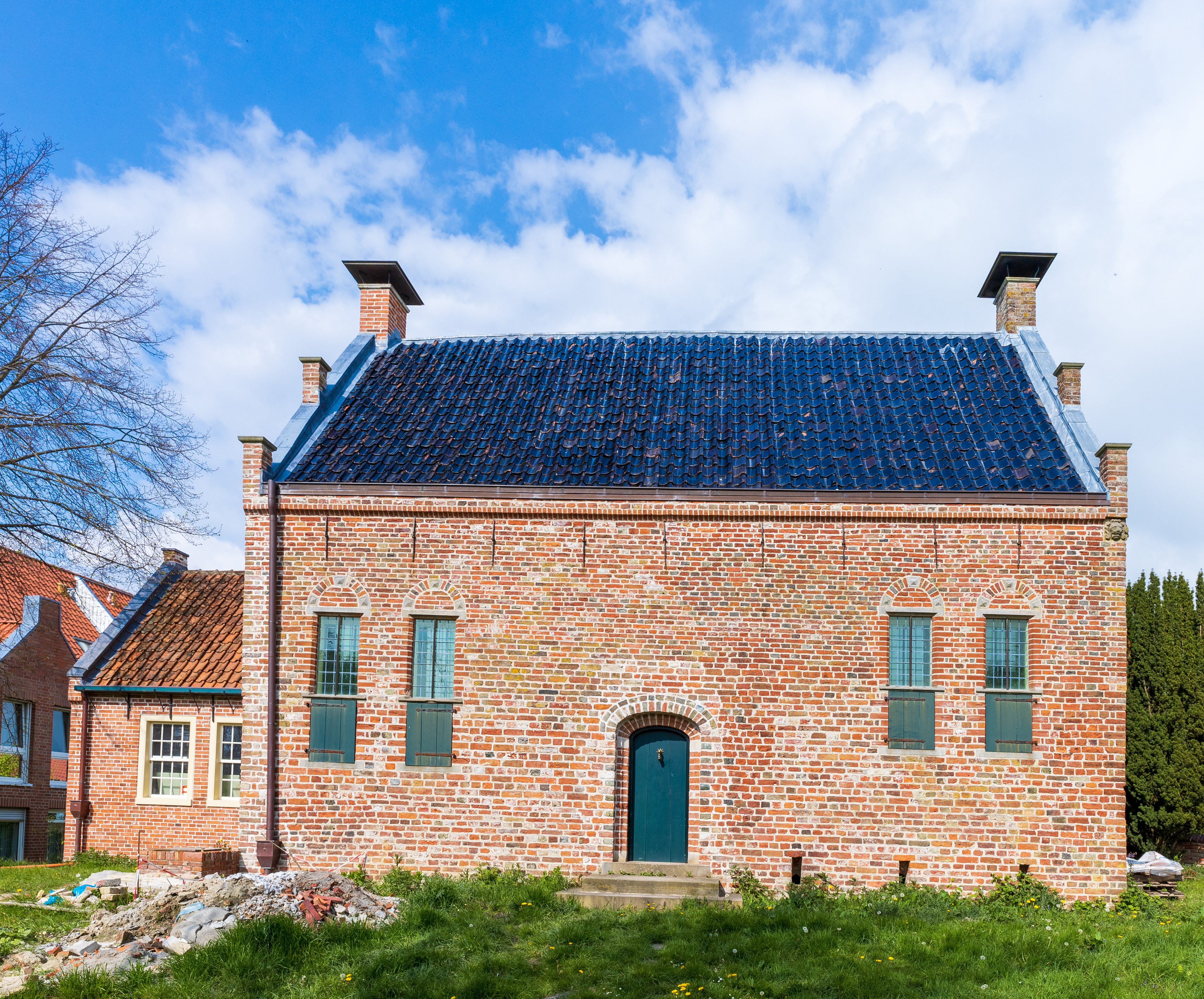
Rückansicht

Das Steinhaus ist das älteste erhaltene Profangebäude in Greetsiel, einem Ortsteil der Gemeinde Krummhörn im Landkreis Aurich in Niedersachsen. Das denkmalgerecht rekonstruierte Gebäude stellt den Typus des dreizonigen Steinhauses aus der Übergangszeit Spätgotik-Renaissance vom Ende des 16. Jhts. dar. Teile sind jedoch aus der Frühzeit Greetsiels – 1370. Es steht unter Denkmalschutz und gilt als eines von zwei gegen Ende des 14. Jahrhunderts in Greetsiel erbauten Steinhäusern der Häuptlingsfamilie Cirksena. Seit 2021 wird es von der Ländlichen Akademie Krummhörn-Hinte e.V. als Büro und Veranstaltungshaus genutzt.

## Baubeschreibung
Die Baugeschichte kann grob in 5 Phasen unterteilt werden. Phase 1: Ursprungsbau als kleines Turmhaus ab ca. 1370, Phase 2: Vergrößerung zum dreizonigen Steinhaus unter Beibehaltung des spätmittelalterlichen Kellers noch vor 1600, Phase 3: Vergrößerung zu einem Bauernhof mit Gulf (1796) und „Vorderende“ (Steinhaus als Wohnteil) Phase 4: Vergrößerung des Wohnteils mit Anbau 1929 im Winkel Steinhaus-Gulf. Phase 5 : Rekonstruktion (Zurückführung) zu Phase 2 ab 2004 (Fertigstellung 2021).
Das Steinhaus ist ein eingeschossiger, als Wohnhaus genutzter Backsteinbau aus dem 16. Jahrhundert. Im Kern besteht es aus einem um 1370 erbauten Turmhaus, von dem auch der Gewölbekeller erhalten blieb. In seiner heutigen Form hat es eine bauliche Verwandtschaft mit dem Rentmeisterhaus in Uttum. Wie dieses ist auch der Greetsieler Bau ein Steinhaus des dreiräumigen Typs, bei dem Küche und Saal durch eine Eingangshalle getrennt sind.
Die Traufsteine haben die Form von Löwenköpfen. An der nördlichen Traufseite ist die ursprüngliche Fensteranordnung nachvollziehbar. Die Entlastungsbögen der Renaissancefenster mit Sandsteingliederung werden von je drei Diamantquadern geschmückt. Das Dachwerk besteht aus einem einfach liegenden Dachstuhl und ist mit glasierten Hohlpfannen bedeckt.
Der Gewölbekeller stammt aus der Zeit um 1370. Er ist mit mehreren durch Gurtbögen getrennten Domikalgewölben überspannt. Im Saal wurde der ursprüngliche Fußboden mit grün und gelb verzierten Plaveuzen wiederhergestellt. Bei Erdarbeiten im Garten wurde der in Sandstein gearbeitete Kamin aus der Zeit der Spätgotik/Renaissance wiederentdeckt. Der heutige Besitzer ließ ihn wieder an seinem ursprünglichen Platz einbauen.

## Geschichte
Die ursprünglich in Appingen ansässige Familie Cirksena ließ im späten 14. Jahrhundert zwei Steinhäuser als Burgen in Greetsiel errichten. So entstand zwischen 1362 und 1388 an der Ostseite des Sielhafens das „olde huus“ mit dem der Hafen kontrolliert werden konnte. Dieses Steinhaus hatte eine Länge von 12,60 m sowie eine Breite von 11,50 m. Die Grundmauern hatten einen Durchmesser von 2 m. Vermutlich waren die Häuptlinge Häuptlinge Edzard II. und dessen Sohn Haro Haro die Bauherren. Das „olde huus“ wurde zum neue Stammsitz der Familie. Einer der Nachkommen Edzards, der spätere Graf Ulrich I. ließ zwischen 1457 und 1460 die heute nicht mehr erhaltene Burg Greetsiel erbauen.
Das zweite Steinhaus entstand ebenfalls im späten 14. Jahrhundert am Westende der Wurtsiedlung. Es war mit einer Länge von 6,90 m  und einer Breite von 4,60 m viel bescheidener als das Olde Huus. Diese Maße und die dünne Stärke der Außenmauern sprechen dafür, dass es sich um ein eher niedriges Steinhaus gehandelt hat, das es die Cirksena nicht zu Verteidigungszwecken, sondern als Statussymbol und Hoheitszeichen am Ortseingang der neuen Siedlung gebaut haben.
Es wurde um 1600 bis auf den Keller abgetragen und durch den bis heute erhaltenen Bau ersetzt. Im Zuge des Neubaus wurde der Bau um 90 Grad gedreht. Der heutige Giebel entspricht damit der Traufe des Vorgängerbaus. Der Anbau an der Südseite wurde wohl im Jahre 1929 hinzugefügt (nach einer anderen Quelle wurde er bereits 1906 angebaut). Der heutige Eigentümer ließ das Haus zurückbauen und Anbauten aus späteren Jahrhunderten entfernen. Im Zuge der Arbeiten ließ er Renaissancefenster einsetzen und Entlastungsbögen mit Diamantquadern, Schmuckanker sowie die ursprüngliche Bedachung mit glasierten Hohlpfannen wiederherstellen.